# دياواندو دياغني
دياواندو دياغني (بالفرنسية: Diawandou Diagne)‏ (8 نوفمبر 1994 في السنغال - ) هو لاعب كرة قدم سنغالي في مركز الدفاع. شارك مع منتخب السنغال تحت 20 سنة لكرة القدم ومنتخب السنغال لكرة القدم. أما مع النوادي، فقد لعب مع نادي برشلونة ب ونادي برشلونة ونادي يوبين.

## روابط خارجية
- دياواندو دياغني على موقع قاعدة بيانات كرة القدم.إي يو (الإنجليزية)
- دياواندو دياغني على موقع ناشيونال فوتبول تيمز (الإنجليزية)
- دياواندو دياغني على موقع Soccerway.com (الإنجليزية)
- دياواندو دياغني على موقع عالم كرة القدم.نت (الإنجليزية)
- دياواندو دياغني على موقع AS.com (الإسبانية)